# 市川勝也
市川 勝也（いちかわ かつや、1969年4月11日 - ）は、日本のフリーアナウンサー。東京都府中市出身。
ボイスオン所属。

## 来歴・人物
- 元々ロック歌手である。
- 小学生時代、テレビでのRCサクセションライブに衝撃を受け、ロックに目覚める。翌日からは髪を立てて登校していた。
- ロックバンド・SLIDEのボーカリストとして2000年11月22日にマキシシングル「いつか」でメジャーデビュー（徳間ジャパン）[2]。
- その後スポーツ中継のアナウンスを、主としてGAORA、J SPORTS、日テレG+などCS放送で担当する。
- 主な担当種目として、プロレス（DRAGON GATE、プロレスリング・ノア）、格闘技（「K-1」、「Krush」、「RIZIN」、「PRIDE」、「UFC」）、NHLアイスホッケー、バスケットボール（bjリーグ）、ハンドボール、モータースポーツ（F1 GRAND PRIX）等がある。

## 出演
テレビ
- UFC（ひかりTV）
- K-1 WORLD GP（GAORA、ABEMA）※テレビ東京 新K-1伝説でも同様のコメンタリー
- RIZIN（フジテレビ、スカイパーフェクTV!）
- PRIDE（スカイパーフェクTV!、ひかりTV）
- やれんのか! 大晦日! 2007（スカイパーフェクTV!）
- DREAM.18＆GLORY 4 ～大晦日 SPECIAL 2012～（ニコニコ動画・スカイパーフェクTV!）
- 戦極（スカイパーフェクTV!）
- INOKI BOM-BA-YE 2013（フジテレビ）
- 村上信五のびっくり！スポーツ～そして神は舞い降りた～（フジテレビ）
- 週末はウマでしょ！（フジテレビ）　※ナレーション
- ニンゲン観察バラエティ モニタリング（TBS）
- DRAGON GATE（スカイパーフェクTV!）
- ソチ2014パラリンピック（アイススレッジホッケー）（スカパー!）
- WRESTLE-1 GRAND PRIX 2005（スカイパーフェクTV!）
- DRAGON GATE 無限大 〜infinity〜（GAORA）
- NFL/ アメリカンフットボール（DAZN）
- NHLアイスホッケー（J SPORTS）
- アジアリーグアイスホッケー（J SPORTS）
- アイススレッジホッケー（BSスカパー）
- bjリーグ（GAORA）
- ファイティングオペラ・ハッスル（テレビ東京/スカイパーフェクTV!/FIGHTING TV サムライ）場内MC
- プロレスリング・ノアSP（日テレG+）
- プロフェッショナル修斗（J SPORTS）
- シュートボクシング 〜シーザー魂〜（J SPORTS）
- キンコンヒルズ（テレビ東京）
- TVチャンピオン（テレビ東京）
- 新・出動!ミニスカポリス（テレビ東京）
- ココリコミリオン家族（テレビ東京）
- ぶちぬき（テレビ東京）※ナレーション
- 水着でストライク! グラドル・ボウリング（MONDO21）
- 水上の挑戦者スペシャル～総理大臣杯競走優勝戦～（TBS）
- AKB48グループドラフト会議（ひかりTV）
- 埼玉県小学生学年別柔道大会（実況）[3][4][5]

インターネット放送
- 石橋貴明プレミアム（ABEMA）
- 大相撲LIVE（ABEMA）
- プロレスリング・ノア（ABEMA・WRESTLE UNIVERSE）
- FISE（ABEMA）
- F2（DAZN）
- 大相撲（スポナビライブ）
- X games2013（ニコニコ生放送）
- ビーチバレージャパン（ニコニコ生放送）
- 大学キングダム（ABEMA）

DVD
- UFC JAPAN 2012.2.26（アニプレックス）
- PRIDE（ユニバーサル・ピクチャーズ・ジャパン）PRIDE 無差別級グランプリ 2006 2nd ROUND〜
- bjリーグ（GAORA）

CM
- アクエリアス ゼロ（日本コカ・コーラ）※ナレーション
- ビーストウォーズ 超生命体トランスフォーマー（タカラトミー）※ナレーション
- ケンダマジックNEO（タカラトミー）※ナレーション

## エピソード
- 幼少時から格闘技・プロレスマニアで、特に輪島功一、猪狩元秀、アントニオ猪木に憧れていた。またブルーザー・ブロディのファンでもあり、ブロディのチェーン攻撃を受けたこともあった[2]。
- SLIDE時代、L'Arc〜en〜Cielと対バンしたことがある。
- 足場組立解体主任者免許、地山掘削主任者免許保持。
- 数多くのアルバイトを経験しているが、中でも花火職人の経験は異色。